# Scottish Professional Championship 1952
Die Scottish Professional Championship 1952 war ein professionelles Snookerturnier zur Ermittlung des schottischen Profimeisters, das vom 6. bis zum 9. Februar im schottischen Edinburgh ausgetragen wurde. Sieger wurde Harry Stokes, der im Finale gegen Vorjahressieger Eddie Brown seinen zweiten Titel gewann. Wer das höchste Break spielte und welches Preisgeld es gab, ist jeweils unbekannt.

## Turnierverlauf
Es nahmen vier Spieler am Turnier teil, darunter Titelverteidiger Eddie Brown und Ex-Sieger Harry Stokes. Der Turniersieger wurde im K.-o.-System entschieden. Das Halbfinale wurde im Modus Best of 11 Frames gespielt, das Finale im Modus Best of 21 Frames.

|  | Halbfinale Best of 11 Frames | Halbfinale Best of 11 Frames |             |              | Finale Best of 21 Frames | Finale Best of 21 Frames |
|  |                              |                              |             |              |                          |                          |
|  |                              |                              |             |              |                          |                          |
|  | Eddie Brown                  | 6                            |             |              |                          |                          |
|  | Bob Martin                   | 1                            |             |              |                          |                          |
|  |                              |                              | Eddie Brown | 4            |                          |                          |
|  |                              |                              |             | Harry Stokes | 11                       |                          |
|  | Harry Stokes                 | 6                            |             |              |                          |                          |
|  | J. Mitchell                  | 1                            |             |              |                          |                          |
|  |                              |                              |             |              |                          |                          |